# Rally México de 2016
El Rally México de 2016, oficialmente 13º Rally Guanajuato México, fue la tercera ronda de la temporada 2016 del Campeonato Mundial de Rally. Se celebró del 3 al 6 de marzo y contó con un itinerario de veintiún tramos sobre tierra con un total de 399,71 km cronometrados. Fue también la tercera ronda de los campeonatos WRC 2 y WRC 3. La lista de inscritos estaba formada por veintinueve pilotos entre los que destacaban los pertenecientes a los equipos registrados en el campeonato de constructores: Volkswagen (Sébastien Ogier y Jari-Matti Latvala), Volkswagen II (Andreas Mikkelsen), M-Sport (Mads Ostberg y E. Camilli), Hyundai (Dani Sordo y Hayden Paddon).

## Itinerario
| Día   | Tramo | Nombre                     | Distancia | Ganador                    | Automóvil                             | Tiempo  | Líder              |
| ----- | ----- | -------------------------- | --------- | -------------------------- | ------------------------------------- | ------- | ------------------ |
| Día 1 | SS1   | Street Stage Guanajuato    | 1.09 km   | Thierry Neuville           | Hyundai i20 WRC                       | 0:59.1  | Thierry Neuville   |
| Día 1 | SS2   | Super Special 1            | 2.30 km   | Sébastien Ogier            | Volkswagen Polo R WRC                 | 1:38.9  | Sébastien Ogier    |
| Día 1 | SS3   | Super Special 2            | 2.30 km   | Sébastien Ogier            | Volkswagen Polo R WRC                 | 1:38.1  | Sébastien Ogier    |
| Día 2 | SS4   | El Chocolate 1             | 54.21 km  | Jari-Matti Latvala         | Volkswagen Polo R WRC                 | 38:48.1 | Jari-Matti Latvala |
| Día 2 | SS5   | Las Minas 1                | 15.36 km  | Jari-Matti Latvala         | Volkswagen Polo R WRC                 | 11:00.1 | Jari-Matti Latvala |
| Día 2 | SS6   | Street Stage León 1        | 1.41 km   | Andreas Mikkelsen          | Volkswagen Polo R WRC                 | 1:19.0  | Jari-Matti Latvala |
| Día 2 | SS7   | El Chocolate 2             | 54.21 km  | Jari-Matti Latvala         | Volkswagen Polo R WRC                 | 38:16.3 | Jari-Matti Latvala |
| Día 2 | SS8   | Las Minas 2                | 15.36 km  | Jari-Matti Latvala         | Volkswagen Polo R WRC                 | 10:57.7 | Jari-Matti Latvala |
| Día 2 | SS9   | Super Special 3            | 2.30 km   | Jari-Matti Latvala         | Volkswagen Polo R WRC                 | 1:39.1  | Jari-Matti Latvala |
| Día 2 | SS10  | Super Special 4            | 2.30 km   | Sébastien Ogier Dani Sordo | Volkswagen Polo R WRC Hyundai i20 WRC | 1:38.1  | Jari-Matti Latvala |
| Día 3 | SS11  | Ibarrilla                  | 30.38 km  | Jari-Matti Latvala         | Volkswagen Polo R WRC                 | 17:41.8 | Jari-Matti Latvala |
| Día 3 | SS12  | Otates 1                   | 42.62 km  | Jari-Matti Latvala         | Volkswagen Polo R WRC                 | 29:39.8 | Jari-Matti Latvala |
| Día 3 | SS13  | El Brinco 1                | 7.15 km   | Jari-Matti Latvala         | Volkswagen Polo R WRC                 | 4:00.5  | Jari-Matti Latvala |
| Día 3 | SS14  | Agua Zarca 1               | 16.47 km  | Jari-Matti Latvala         | Volkswagen Polo R WRC                 | 10:07.6 | Jari-Matti Latvala |
| Día 3 | SS15  | Otates 2                   | 42.62 km  | Jari-Matti Latvala         | Volkswagen Polo R WRC                 | 29:17.8 | Jari-Matti Latvala |
| Día 3 | SS16  | El Brinco 2                | 7.15 km   | Jari-Matti Latvala         | Volkswagen Polo R WRC                 | 3:57.3  | Jari-Matti Latvala |
| Día 3 | SS17  | Super Special 5            | 2.30 km   | Dani Sordo                 | Hyundai i20 WRC                       | 1:39.2  | Jari-Matti Latvala |
| Día 3 | SS18  | Super Special 6            | 2.30 km   | Sébastien Ogier            | Volkswagen Polo R WRC                 | 1:38.1  | Jari-Matti Latvala |
| Día 3 | SS19  | Street Stage León 2        | 1.37 km   | Sébastien Ogier            | Volkswagen Polo R WRC                 | 1:18.6  | Jari-Matti Latvala |
| Leg 4 | SS20  | Guanajuato                 | 80.00 km  | Sébastien Ogier            | Volkswagen Polo R WRC                 | 48:06.8 | Jari-Matti Latvala |
| Leg 4 | SS21  | Agua Zarca 2 (Power Stage) | 16.47 km  | Sébastien Ogier            | Volkswagen Polo R WRC                 | 9:57.1  | Jari-Matti Latvala |

## Clasificación final
| Pos.    | Piloto             | Copiloto           | Automóvil                  | Tiempo    | Diferencia | Puntos |     |     |     |     |
| WRC     | WRC                | WRC                | WRC                        | WRC       | WRC        | WRC    | WRC | WRC | WRC | WRC |
| ------- | ------------------ | ------------------ | -------------------------- | --------- | ---------- | ------ | --- | --- | --- | --- |
| 1       | Jari-Matti Latvala | Miikka Anttila     | Volkswagen Polo R WRC      | 4:25:57.4 | -          | 27     |     |     |     |     |
| 2       | Sébastien Ogier    | Julien Ingrassia   | Volkswagen Polo R WRC      | 4:27:02.4 | +1:05.0    | 21     |     |     |     |     |
| 3       | Mads Østberg       | Ola Fløene         | Ford Fiesta RS WRC         | 4:31:33.8 | +5:36.4    | 15     |     |     |     |     |
| 4       | Dani Sordo         | Marc Martí         | Hyundai i20 WRC            | 4:31:35.3 | +5:37.9    | 12     |     |     |     |     |
| 5       | Hayden Paddon      | John Kennard       | Hyundai i20 WRC            | 4:32:20.0 | +6:22.6    | 11     |     |     |     |     |
| 6       | Ott Tänak          | Raigo Mõlder       | Ford Fiesta RS WRC         | 4:35:56.9 | +9:59.5    | 8      |     |     |     |     |
| 7       | Martin Prokop      | Jan Tománek        | Ford Fiesta RS WRC         | 4:38:55.9 | +12:58.5   | 6      |     |     |     |     |
| 8       | Lorenzo Bertelli   | Simone Scattolin   | Ford Fiesta RS WRC         | 4:40:07.0 | +14:09.6   | 4      |     |     |     |     |
| 9       | Teemu Suninen      | Mikko Markkula     | Škoda Fabia R5             | 4:43:59.2 | +18:01.8   | 2      |     |     |     |     |
| 10      | Valeriy Gorban     | Volodymyr Korsia   | Mini John Cooper Works WRC | 4:58:34.7 | +32:37.3   | 1      |     |     |     |     |
| WRC 2   |                    |                    |                            |           |            |        |     |     |     |     |
| 1 (9.)  | Teemu Suninen      | Mikko Markkula     | Škoda Fabia R5             | 4:43:59.2 | -          | 25     |     |     |     |     |
| 2 (11.) | Hubert Ptaszek     | Maciej Szczepaniak | Peugeot 208 T16            | 5:04:10.8 | +20:11.6   | 18     |     |     |     |     |
| 3 (12.) | Max Rendina        | Emanuele Inglesi   | Ford Fiesta R5             | 5:08:04.6 | +24:05.4   | 15     |     |     |     |     |
| 4 (14.) | Nicolás Fuchs      | Fernando Mussano   | Škoda Fabia R5             | 5:20:54.8 | +36:55.6   | 12     |     |     |     |     |
| 5 (19.) | Armin Kremer       | Pirmin Winklhofer  | Škoda Fabia R5             | 5:52:06.0 | +1:08:06.8 | 10     |     |     |     |     |
| WRC 3   |                    |                    |                            |           |            |        |     |     |     |     |
| 1 (15.) | Michel Fabre       | Maxime Vilmot      | Citroën DS3 R3T Max        | 5:34:30.7 | -          | 25     |     |     |     |     |